# Treja Sogn
Treja Sogn (på tysk Kirchspiel Treia) er et sogn i Treja Herred (Gottorp Amt) i Sydslesvig, nu i kommunerne Sølvested og Treja i Slesvig-Flensborg Kreds i delstaten Slesvig-Holsten. I Treja Sogn ligger Treja Kirke. 
I Treja Sogn findes flg. stednavne:
- Belligmose
- Bregnrød (Brekenrude)
- Bremsborg
- Gejlvang (Geilwang)
- Grøft (Grüft)
- Gøsholt (Goosholz)
- Holm
- Ibland (Ipland)
- Havbjerg
- Hjørdel (Jordle)
- Kerlo el. Kærlo (Kerlöh)
- Krog (Krav, Krau)
- Kroghede (Kravhede, Krauheide)
- Moskær (Maaskier)
- Nedervad (Nedderwatt)
- Rosager (Rosacker)
- Rumbrand
- Skibskov (Schippschau)
- Svidskov (Schwittschau)
- Sølvested eller Sylvested (Silberstedt)
- (Vester) Treja (Treia)
- Øster Treja